# Carassea
Carassea is een monotypisch geslacht van korstmossen behorend tot de familie Cladoniaceae. Het bevat alleen de soort Carassea connexa. 